# Empis desiderata
Empis desiderata är en tvåvingeart som beskrevs av Axel Leonard Melander 1965. Empis desiderata ingår i släktet Empis och familjen dansflugor.
Artens utbredningsområde är Illinois. Inga underarter finns listade i Catalogue of Life.